# Bourg-des-Maisons
Bourg-des-Maisons é uma comuna francesa na região administrativa da Nova Aquitânia, no departamento Dordonha. Estende-se por uma área de 9,17 km². Em 2010 a comuna tinha 68 habitantes (densidade: 7,4 hab./km²).